# Wyoming (Ohio)
Pour les articles homonymes, voir Wyoming  (homonymie).
Wyoming est une ville de l'État de l'Ohio, aux États-Unis. Elle est située dans le comté de Hamilton.